# Peixotoa
Peixotoa é um género botânico pertencente à família Malpighiaceae.

## Espécies
- Peixotoa adenopoda
- Peixotoa axillaris
- Peixotoa bahiana
- Peixotoa caterinensis
- Peixotoa cipoana
- Peixotoa cordistipula
- Peixotoa glabra
- Peixotoa sericea
- Peixotoa spinensis

## Ligaçõe externa
- Malpighiaceae Malpighiaceae - description, taxonomy, phylogeny, and nomenclature